# B. Altman and Company

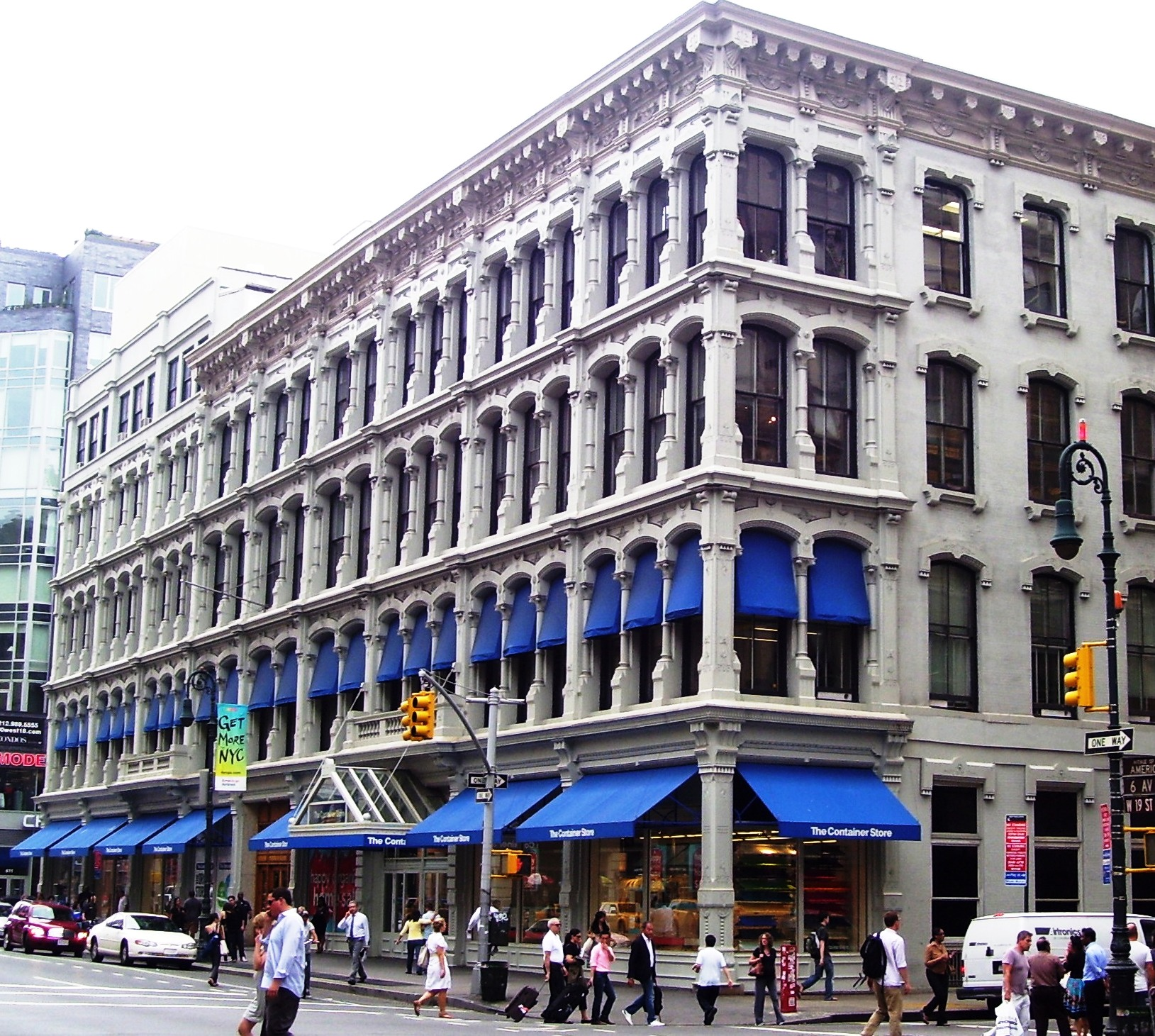
Altman's winkel op Sixth Avenue in het Ladies' Mile shopping district

B. Altman and Company was een luxe Amerikaanse warenhuisketen met het hoofdkantoor in New York. Het bedrijf werd in 1865 opgericht door Benjamin Altman. De hoofdwinkel was gelegen aan de kruising van Fifth Avenue en 34th Street, niet ver van de Empire State Building. B. Altman and Company was  een van de eerste winkelketens die uitbreidde naar andere regio's. 

## Geschiedenis
Altman opende winkels in Pennsylvania (St. Davids in 1965 en Willow Grove Park Mall in 1983), New Jersey (Short Hills in 1958 en Ridgewood/ Paramus in 1967) en New York (Manhasset in 1947 en White Plains in 1930).
Toen Benjamin Altman in 1913 overleed, werd de winkelinhoud ondergebracht in de Altman Foundation. Altman’s kunstcollectie werd geschonken aan het Metropolitan Museum of Art in New York.
Omwille van de wijzigingen van de regels van de IRS verkocht de stichting in 1985 de winkels aan een beleggingsgroep met leden van de Gucci-familie en twee bestuurders van het accountantskantoor Deloitte Touche Tohmatsu. In 1987 kocht de Australische vastgoedontwikkelingsmaatschappij LJ Hooker en haar directeur George Herscu de controlerende aandelen in de B. Altman-winkels (evenals Bonwit Teller, Sakowitz en een meerderheid in Parisian) om deze ketens als ankers te gebruiken in slecht gelegen, maar extravagante, nieuwe winkelcentra in het hele land. Doordatt Hooker en Herscu nagenoeg niets over de werking van deze verschillende winkelketens wisten, die bovendien demografisch gezien slecht waren, mislukte deze strategie en in augustus 1989 werd een aanvraag voor faillissementsbescherming ingediend.
Einde 1989 sloot de hoofdwinkel en tegen einde januari 1990 waren ook de andere filialen gesloten.

## Altman-collectie in hetMetropolitan Museum of Art, New York

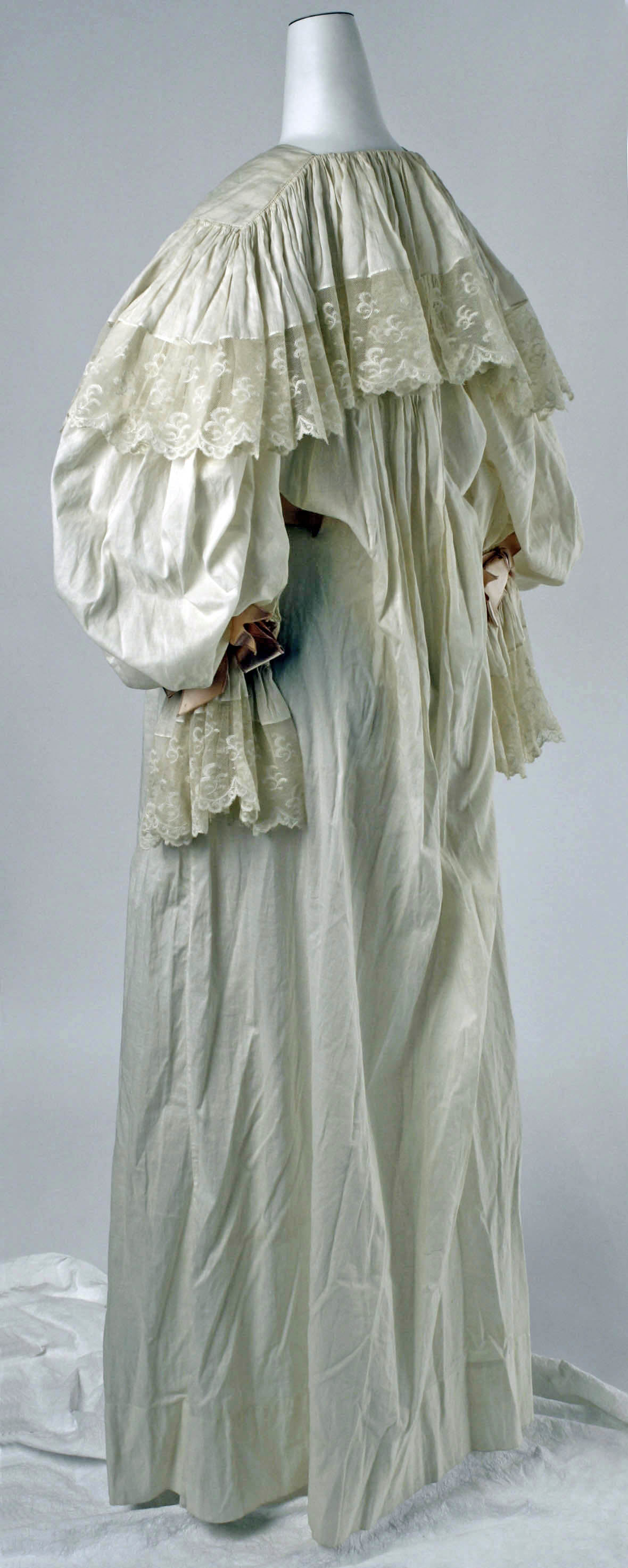
Ontwerper:B. Altman & Co (1894), Metropolitan Museum of Art.
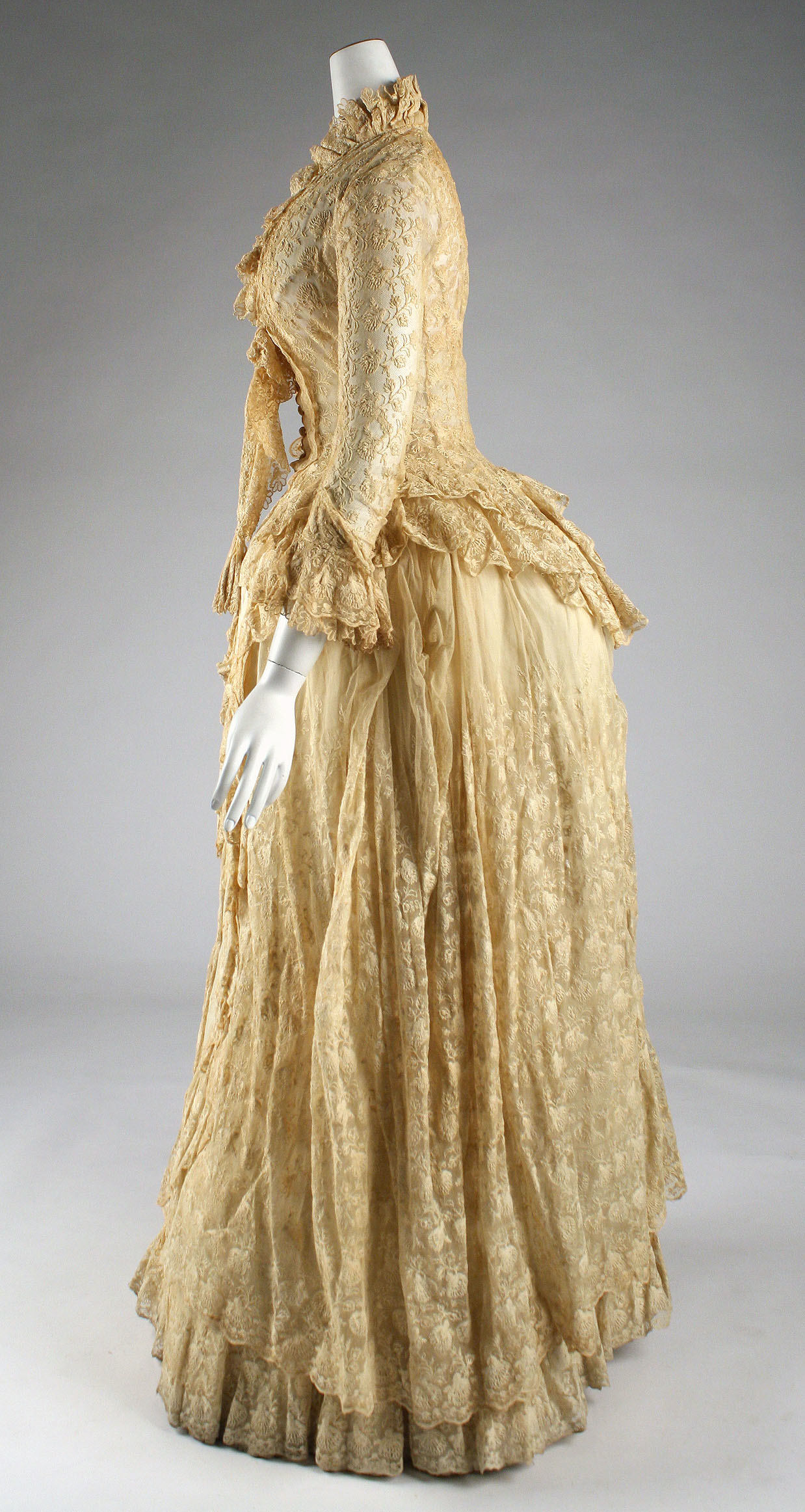
Ontwerper:B. Altman & Co (1883), Metropolitan Museum of Art.
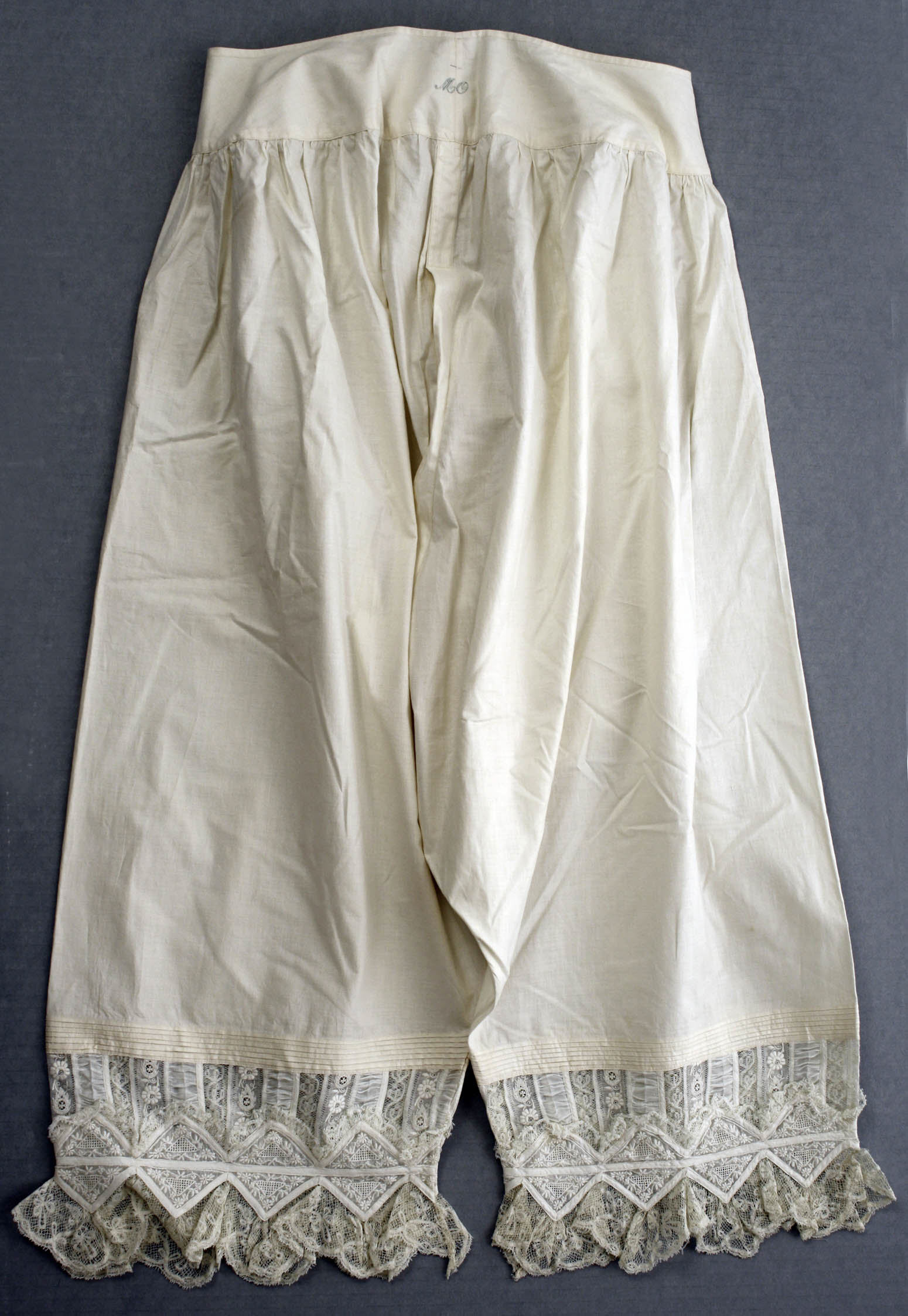
Ontwerper:B. Altman & Co (1881), Metropolitan Museum of Art.
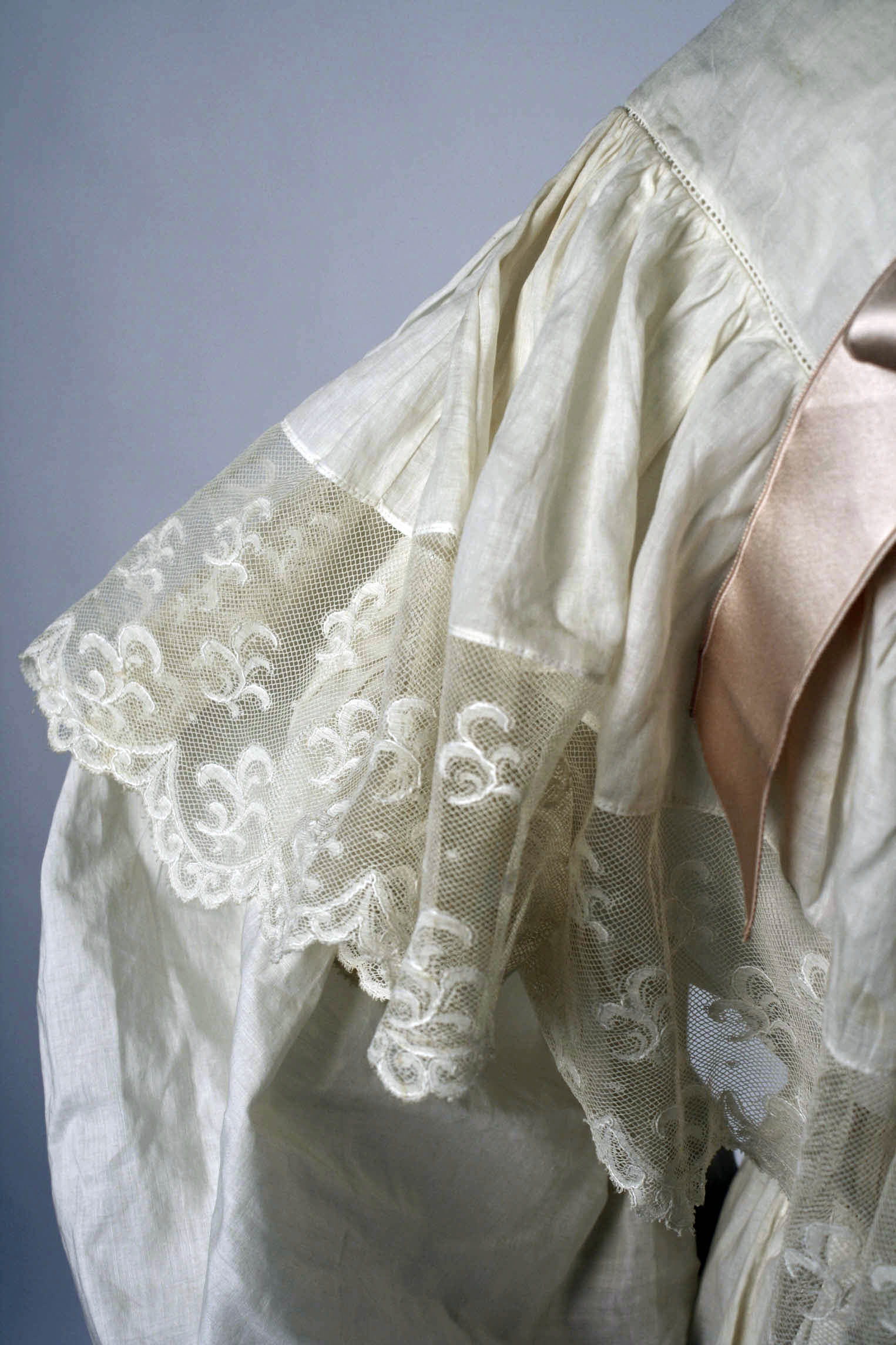
Ontwerper:B. Altman & Co (1894), Metropolitan Museum of Art.
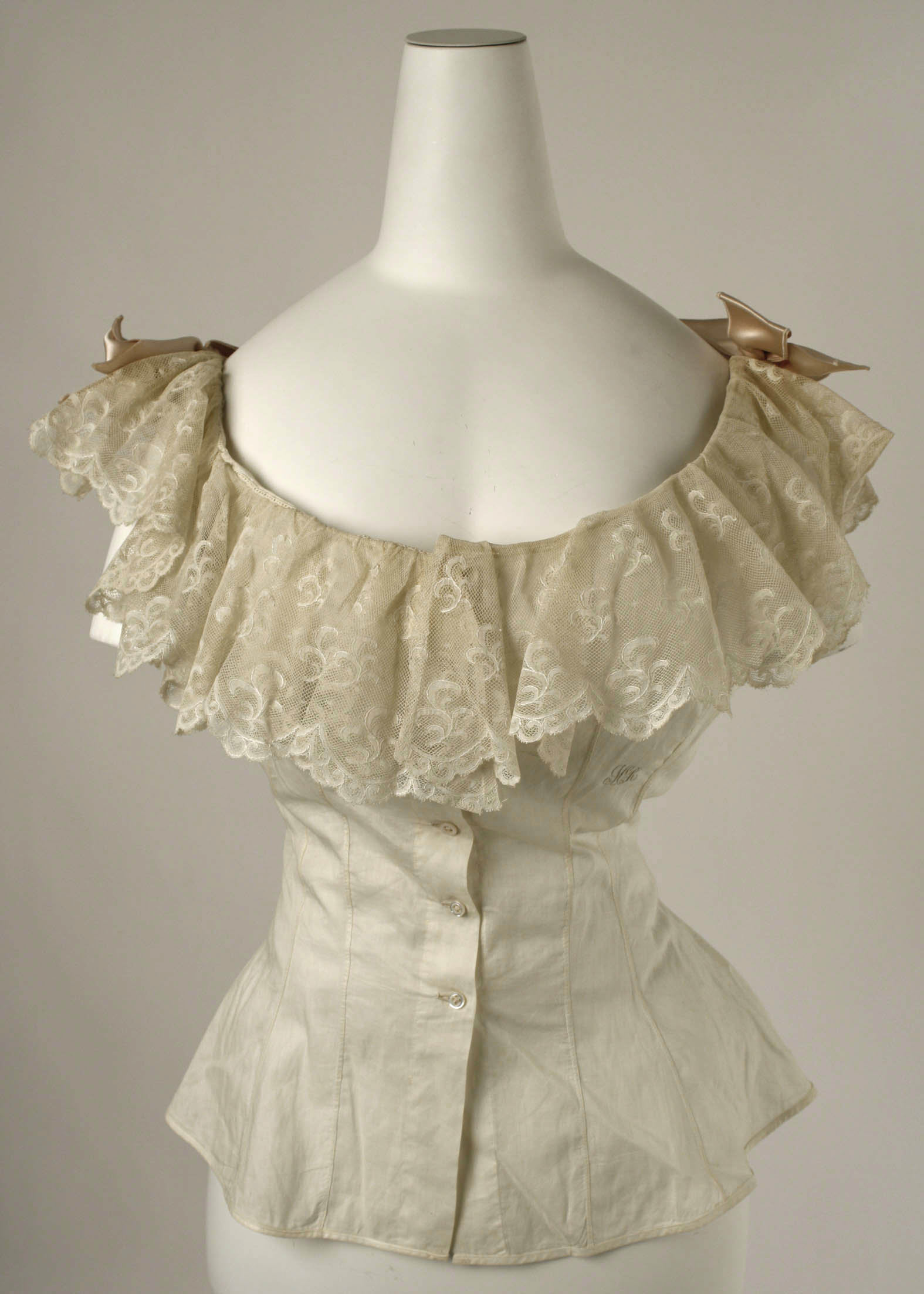
Ontwerper:B. Altman & Co (1894), Metropolitan Museum of Art.
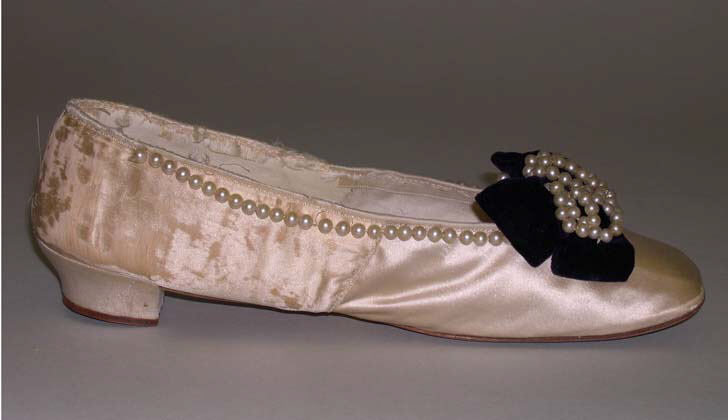
Ontwerper:B. Altman & Co (1850), Metropolitan Museum of Art.
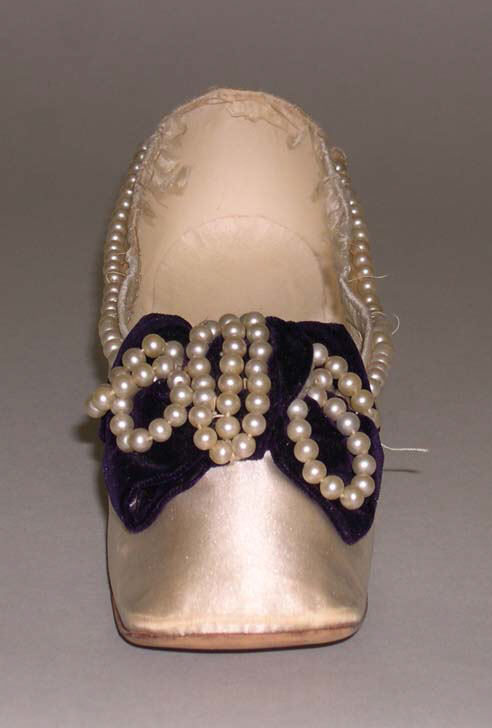
Ontwerper:B. Altman & Co (1850), Metropolitan Museum of Art.
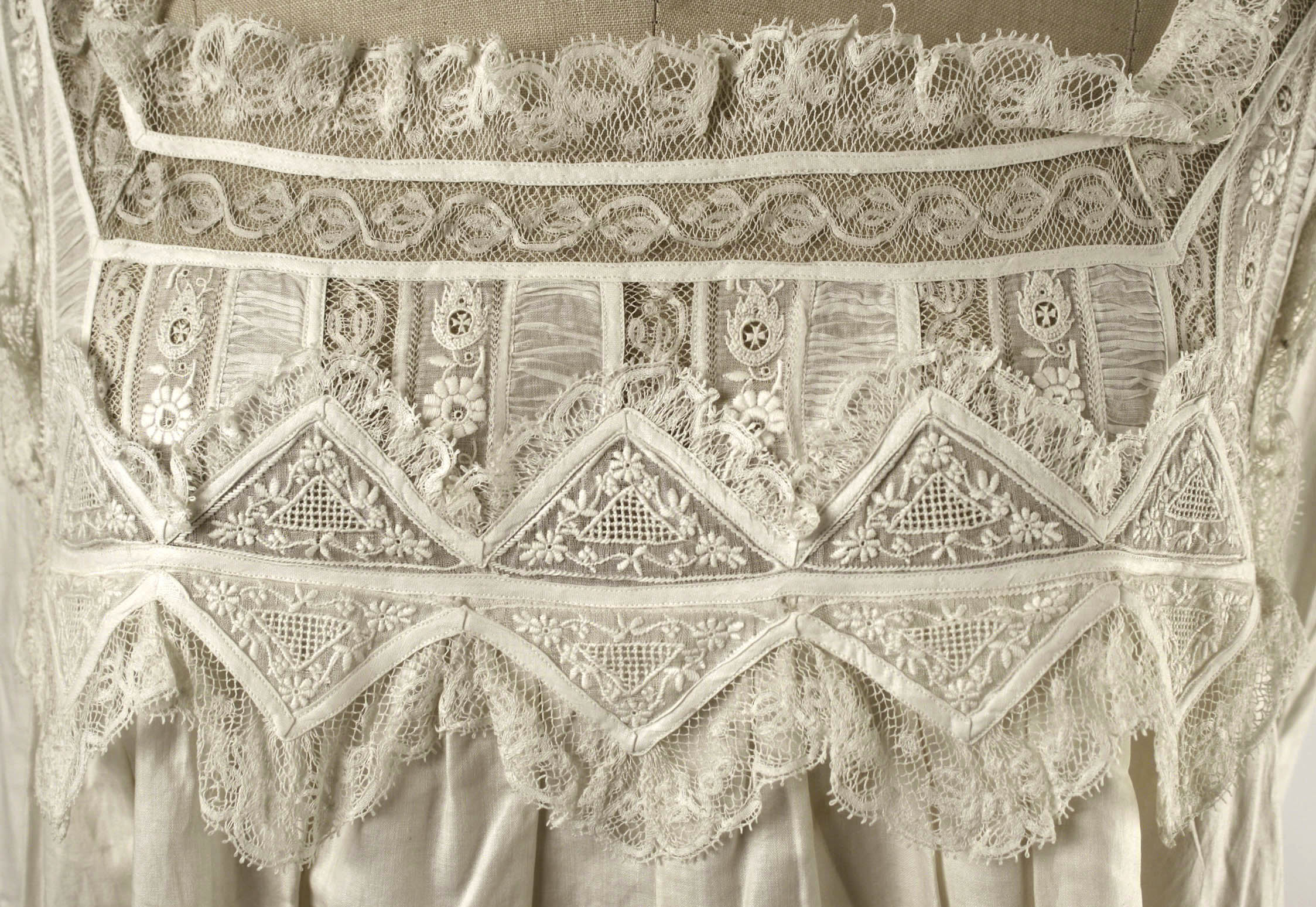
Ontwerper:B. Altman & Co (1881), Metropolitan Museum of Art.